# Comfort (Schiff)
Die USNS Comfort (T-AH-20) ist ein Hospitalschiff der United States Navy.
Es ist das dritte Schiff, das den Namen Comfort („Trost“) trägt, und das zweite Schiff der Mercy-Klasse. Sie ist als United States Naval Ship (USNS) in den Dienst der US-Marine gestellt. Wie ihr Schwesterschiff Mercy wurde die Comfort ursprünglich als Öltanker gebaut. Sie lief 1976 unter dem Namen Rose City als eines von 13 Tankschiffen der San-Clemente-Klasse bei der National Steel and Shipbuilding Company (NASSCO) in San Diego vom Stapel.
Nach dem Umbau für den Sanitätseinsatz wurde sie am 1. Dezember 1987 der Navy übergeben und führt seitdem  die IMO-Nummer 7390478 und das Rufzeichen NCOM. Gemäß den Genfer Konventionen befindet sich an Bord der Comfort keine Offensiv-Bewaffnung.

## Einsätze derComfort

### Operationen Desert Shield und Desert Storm
Während der Operation Desert Storm lag die Comfort in der Nähe Kuwaits vor der Küste Saudi-Arabiens nahe al-Chafdschi. Am 12. März 1991 begab sich die Comfort auf die Rückfahrt und erreichte ihren Heimathafen Baltimore am 15. April 1991. Auf dem mehr als 35.000 Meilen (65.000 km) langen Einsatz verbrauchte die Comfort ca. 11 Millionen Liter Kraftstoff. Mehr als 8.000 Patienten wurden ambulant versorgt und 700 Patienten stationär aufgenommen. Es gab 337 chirurgische Eingriffe.

### Operation Sea Signal
1994 nahm die Comfort Flüchtlinge aus Haiti auf und fungierte als schwimmende Einwanderungsbehörde.

### Operation Uphold Democracy
Im September 1994 wurde die Comfort zum US-Marinestützpunkt in die Guantanamo-Bucht entsandt, um dort Intensivpatienten der 35.000 kubanischen und haitianischen Flüchtlinge zu versorgen.

### Operation Noble Eagle

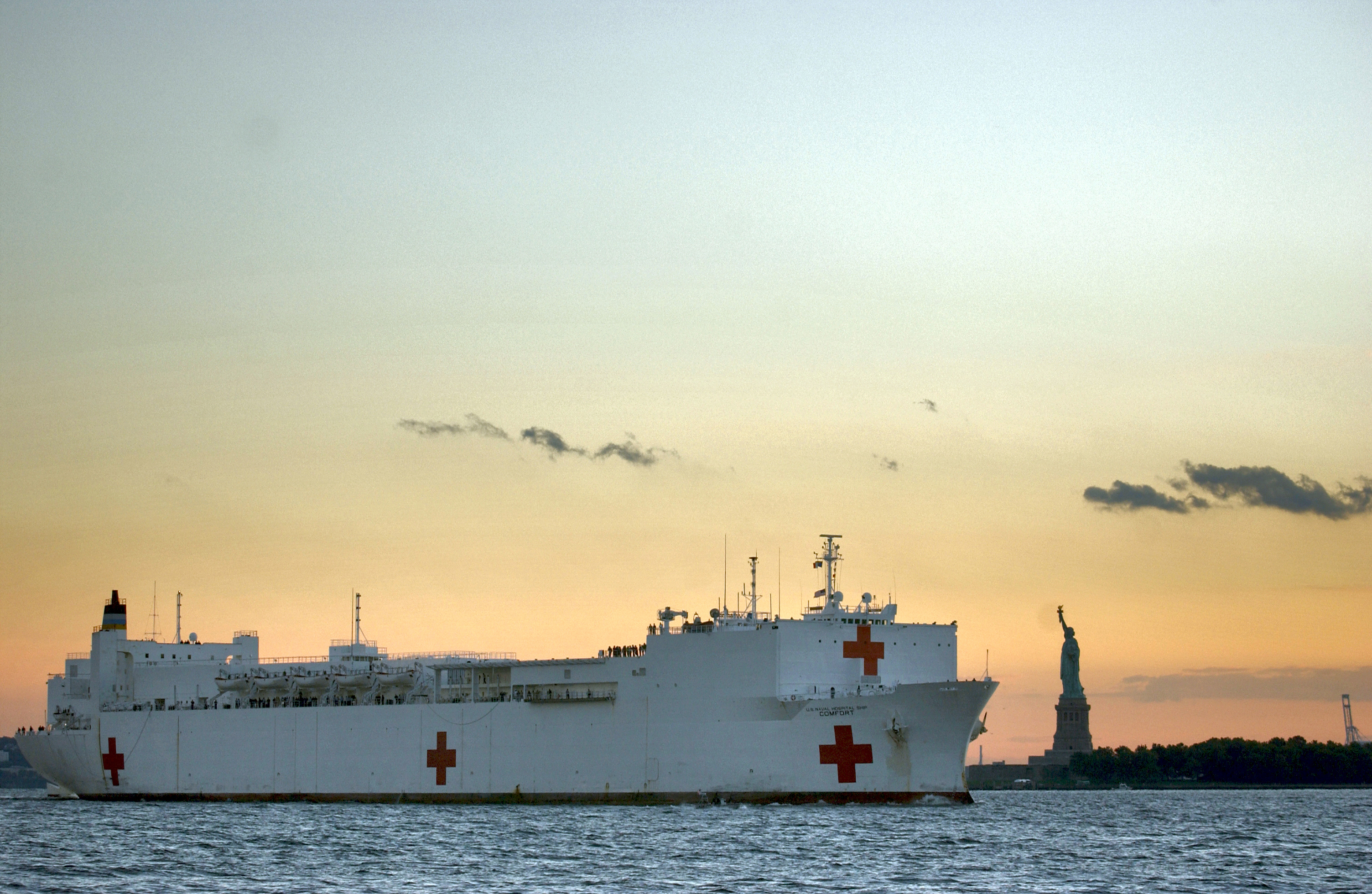
Comfort passiert auf ihrem Weg nach Manhattan die Freiheitsstatue

Am Nachmittag des 11. Septembers 2001 wurde die Comfort alarmiert und lief am nächsten Tag aus, um an Pier 92 in Midtown Manhattan als 250-Betten-Klinik zu dienen. 561 Patienten wurden medizinisch behandelt; 500 Einsatzkräfte erhielten psychologische Betreuung.

### Operation Iraqi Freedom
Die Comfort erhielt am 26. Dezember 2002 ihren Einsatzbefehl und lief am 6. Januar 2003 aus. Nach einem Zwischenstopp in Diego Garcia, bei dem sie weiteres medizinisches Personal an Bord nahm, fuhr sie weiter in den Persischen Golf und blieb dort 56 Tage lang. Am 12. Juni 2003 lief sie wieder in Baltimore ein mit einer Bilanz von 590 chirurgischen Eingriffen, 600 Bluttransfusionen, mehr als 8.000 Röntgenbildern und knapp 700 behandelten Patienten, darunter etwa 200 irakische Zivilisten und feindliche Kriegsgefangene.

### Joint Task Force Katrina
Nach einer zweitägigen Vorbereitung lief die Comfort am 2. September 2005 aus, um an der Golfküste die Hilfsmaßnahmen nach den Zerstörungen durch den Hurrikan Katrina zu unterstützen.

### Operation Continuing Promise
Diese humanitäre Mission der Comfort begann am 15. Juni 2007 und war ein wesentlicher Bestandteil der Initiative von Präsident Bush zur Förderung der Sozialen Gerechtigkeit in der westlichen Hemisphäre („Advancing the Cause of Social Justice in the Western Hemisphere“). Die Comfort besuchte zwölf mittelamerikanische, südamerikanische und karibische Länder, wo ihr medizinisches Personal unentgeltlich Gesundheitsdienste für Bedürftige leistete. Sie behandelten mehr als 98.000 Patienten und operierten 1.100 Mal. An der zweiten Fahrt der USNS Comfort im Rahmen der Operation Continuing Promise nahmen im Jahr 2015 Sanitätsoffiziere der Bundeswehr teil. Die Reihe der Einsätze der USNS Comfort im Rahmen der Operation Continuing Promise wurde im Jahr 2018 mit einer elfwöchigen Reise nach Zentral- und Südamerika fortgesetzt.

### Erdbeben in Haiti 2010
Am 13. Januar 2010 erhielt die Comfort den Befehl, bei den Hilfsmaßnahmen nach einem Erdbeben in Haiti zu helfen. Am 21. Januar traf das Schiff vor Port-au-Prince ein und nahm täglich zwischen 200 und 300 Patienten auf, die mit Helikoptern der US Marine zur Comfort geflogen wurden, weil sie nicht im Hafen anlegen konnte und somit auch Platz für Schiffe mit Hilfsgütern freihielt. Am 10. März 2010 beendete die Comfort ihren Einsatz, nachdem an Bord 843 Operationen durchgeführt und neun Kinder geboren worden waren.

### Hurrikan in Puerto Rico 2017
Am 29. September 2017 lief die Comfort aus ihrem Heimathafen Norfolk in Richtung Puerto Rico aus, um die Katastrophenhilfe auf der durch Hurrikan Maria völlig verwüsteten Insel zu unterstützen. Die Regierung Trump wurde heftig dafür kritisiert, das Schiff erst so spät losgeschickt zu haben.

### COVID-19-Pandemie in New York 2020
Im März 2020 wurde die Comfort nach New York entsandt, um die Krankenhäuser der Stadt im Rahmen der COVID-19-Pandemie zu entlasten. Auf dem Schiff selbst sollten aber keine mit COVID-19 infizierten Patienten behandelt werden. Am 30. März traf sie in New York ein und verließ die Stadt wieder am 1. Mai 2020.

## Daten und Fakten
- Patienten-Kapazität:
  - Intensivabteilung: 80 Betten
  - Genesungsstation: 20 Betten

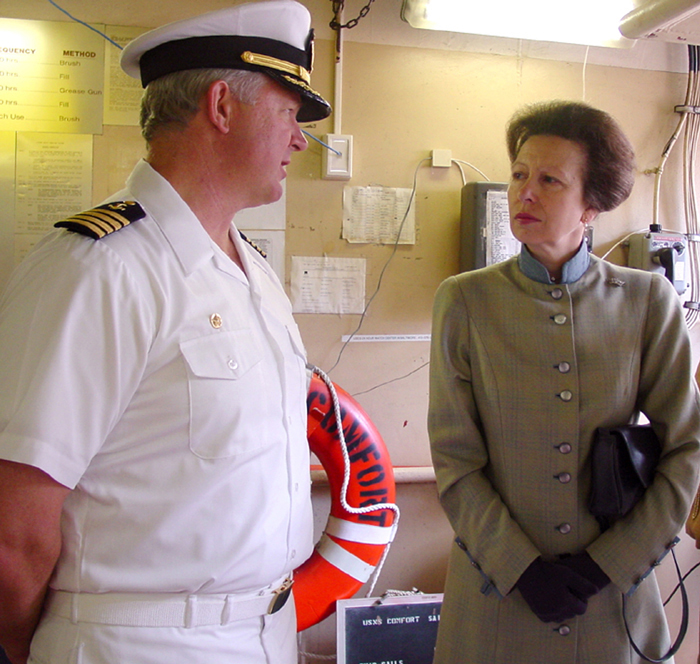
Kapitän Dean Bradford begrüßt Prinzessin Anne am 11. Juli 2002, als sein Schiff in Southampton liegt

  - Intermediate-Care-Station: 280 Betten
  - Leichte Pflege: 120 Betten
  - Eingeschränkte Pflege: 500 Betten
  - Kapazität insgesamt: 1.000 Betten
  - Operationssäle: 12
- Abteilungen und Einrichtungen:
  - Notaufnahme
  - Intensivstation
  - Radiologie
  - Labor und Satellitenlabor
  - Zentrale sterile Annahme
  - Medizinisches Lager/Apotheke
  - Physische Therapie und Pflege für Verbrennungen
  - Zahnmedizin
  - Optometrie/Linsenlabor
  - Leichenhaus
  - Wäscherei
  - Sauerstofferzeuger (2)
  - Medizinische Fotografie
  - Vier Destillationsanlagen zur Erzeugung von Trinkwasser aus Meerwasser (ca. 1100 Kubikmeter pro Tag)
  - Flugdeck für große Helikopter (CH-53D, CH-53E, MH-53E, Mi-17)